# Daniel Campos-Hull
Daniel Campos-Hull (ur. 3 sierpnia 1989 w Barcelonie) – hiszpański kierowca wyścigowy.

## Kariera
Campos-Hull rozpoczął karierę w wyścigach samochodowych w roku 2005, od startów w Master Junior Formula oraz Włoskiej Formule Junior 1600. Zajął w nich odpowiednio dziesiątą i szóstą pozycję. W późniejszych latach startował także w Formule BMW ADAC, Włoskiej Formule Renault, Europejskim Pucharze Formuły Renault 2.0, Brytyjskiej Formule 3, Formule 3 Euro Series, Włoskiej Formule 3 oraz w Formule Le Mans. W Formule 3 Euro Series wystartował w 2009 roku z austriacką ekipą HBR Motorsport, jednak nigdy nie zdobywał punktów.

## Statystyki
| Sezon | Seria                                      | Zespół                   | Wyścigi | Zwycięstwa | PP | NO | Podium | Punkty | Pozycja |
| ----- | ------------------------------------------ | ------------------------ | ------- | ---------- | -- | -- | ------ | ------ | ------- |
| 2005  | Master Junior Formula                      |                          | 10      | 0          | 0  |    | 1      | 186    | 10      |
| 2005  | Włoska Formuła Junior 1600 (edycja zimowa) | Tomcat Racing            | 4       | 0          | 0  | 0  | 1      | 26     | 6       |
| 2006  | Master Junior Formula                      |                          | 20      | 7          | 0  |    | 12     | 328    | 1       |
| 2006  | Formuła BMW ADAC                           | Josef Kaufmann Racing    | 8       | 0          | 0  | 0  | 0      | 4      | 18      |
| 2006  | Włoska Formuła Renault                     | Facondini Racing         | 8       | 0          | 0  | 0  | 0      | 10     | 23      |
| 2006  | Europejski Puchar Formuły Renault 2.0      | Twin Cam Motorsport      | 2       | 0          | 0  | 0  | 0      | 1      | 27      |
| 2006  | Światowy Finał Formuły6 BMW                | Josef Kaufmann Racing    | 1       | 0          | 0  | 0  | 0      | N/A    | 31      |
| 2007  | Formuła BMW ADAC                           | Eifelland Racing         | 18      | 2          | 3  | 3  | 11     | 622    | 2       |
| 2007  | Światowy Finał Formuły BMW                 | Eifelland Racing         | 1       | 0          | 0  | 0  | 0      | N/A    | 7       |
| 2008  | Formuła 3 Euro Series                      | HBR Motorsport           | 20      | 0          | 0  | 0  | 0      | 0      | 25      |
| 2008  | Brytyjska Formuła 3 - klasa międzynarodowa | HBR Motorsport           | 2       | 0          | 0  | 0  | 0      | 0      | NS      |
| 2008  | Masters of Formula 3                       | HBR Motorsport           | 1       | 0          | 0  | 0  | 0      | N/A    | NS      |
| 2008  | Grand Prix Makau                           | HBR Motorsport           | 1       | 0          | 0  | 0  | 0      | N/A    | 17      |
| 2009  | Włoska Formuła Renault                     | Prema Powerteam          | 16      | 2          | 2  | 5  | 6      | 148    | 5       |
| 2009  | Formula Le Mans                            | Escuela Espanola Pilotos | 1       | 0          | 0  | 0  | 0      | 3      | 43      |